# الخلد (التجسس)
يُستخدم مصطلح الخلد (أو ما يُعرف أيضًا باسم «عميل الاختراق» أو «عميل الغطاء العميق» أو «الجاسوس النائم») لوصف الجاسوس طويل الأمد (عميل التجسس) الذي يُجند قبل وصوله إلى الاستخبارات السرية، ليتمكن بعد ذلك من الدخول إلى المنظمة المستهدفة. مع ذلك، يُستخدم هذا المصطلح بشكل شائع لوصف أي جاسوس سري أو مُخبر طويل الأمد ضمن أي منظمة حكومية أو خاصة. يعني مصطلح الخلد في مجال عمل الشرطة عميل تنفيذ القانون المتخفي الذي ينضم إلى منظمة ما بهدف جمع أدلة عن تورطها في الجريمة وتقديم أعضائها للعدالة.
قدم روائي أدب الجاسوسية البريطاني جون لو كاريه مصطلح الخلد للعامة من خلال روايته «الجندي الجاسوس تينكر تايلور» في عام 1974، ومنذ ذلك الحين، بدأ استخدام هذا المصطلح بين العامة، لكن أصله لم يكن واضحًا وكذلك إلى أي مدى استخدم من قبل أجهزة المخابرات قبل أن يصبح شائعًا. قال لو كاريه، وهو ضابط مخابرات بريطاني سابق، إن مصطلح الخلد قد استخدم من قبل وكالة الاستخبارات السوفيتية (كي جي بي)، بينما كان المصطلح المقابل الذي استخدمته أجهزة المخابرات الغربية هو «العميل النائم». على الرغم من أن مصطلح الخلد قد طُبق على الجواسيس في كتاب «تاريخ عهد الملك هنري السابع» الذي كتبه السيد فرانسيس بيكون في عام 1626، لكن لو كاريه قال إنه لم يحصل على المصطلح من هذا المصدر.

## نظرة عامة
قد يجري تجنيد الخلد في وقت مبكر من عمره، ويستغرق الأمر عقودًا للحصول على وظيفة في الحكومة والوصول إلى موقع يمكّنه من الاطلاع على المعلومات السرية قبل أن يصبح جاسوسًا نشطًا. لعل «كامبردج فايف» كانوا أشهر الأمثلة على هذا النوع من الجواسيس، فهم خمسة رجال من الطبقة العليا في بريطانيا، جرى تجنيدهم من قبل الكي جي بي بصفتهم طلابًا شيوعيين في جامعة كامبردج في ثلاثينيات القرن الماضي، وارتفعوا في وقت لاحق إلى مستويات عالية في أجزاء مختلفة من الحكومة البريطانية. على عكس عملاء التجسس الذين جُندوا كجواسيس بعد أن كانوا أعضاء في المنظمة الهدف، مثل مدير المخابرات المركزية الأمريكية ألدريش أميس وعميل مكتب التحقيقات الفيدرالي روبرت هانسن اللذين تجسسا على حكومة الولايات المتحدة لصالح الكي جي بي.
يصعب على أجهزة الأمن في الدولة كشف الجواسيس نظرًا لتجنيدهم في الماضي البعيد، ويعتبر احتمال أن يكون أحد كبار السياسيين أو المسؤولين التنفيذيين في الشركات أو الوزير في الحكومة أو ضابط في جهاز الاستخبارات خلدًا يعمل لصالح حكومة أجنبية أسوأ كابوس بالنسبة لخدمات مكافحة التجسس. على سبيل المثال، ورد أن جيمس أنجيلتون، وهو مدير مكافحة التجسس لوكالة المخابرات المركزية الأمريكية بين عامي 1954 و1975، كان مهووسًا بالشكوك حول أن المستويات العليا للحكومات الغربية مليئة بالعملاء الشيوعيين طويلي الأمد، واتهم العديد من السياسيين مثل وزير الخارجية الأمريكي السابق هنري كسنجر، وكل من رئيسي الوزراء في كندا ليستر بولز بيرسون وبيير ترودو، ورئيس الوزراء البريطاني السابق هارولد ويلسون والعديد من أعضاء الكونغرس، وذلك قبل أن يُزاح من منصبه في عام 1975. أدت هذه المخاوف من قبل الجواسيس تجاه المناصب البارزة في الحياة الأمريكية إلى ردود فعل مبالغ فيها مثل المكارثية.
ظهر الخلد في العديد من أفلام التجسس والبرامج التلفزيونية والروايات.

## أسباب الاستخدام
يتمثل الإجراء الأكثر شيوعًا الذي تستخدمه أجهزة المخابرات عند تجنيدها العملاء بالعثور على الهدف المناسب ضمن الحكومة أو المنظمة الأجنبية، والذي يمكنه الوصول للمعلومات التي يريدونها، ثم تحاول تجنيده كجاسوس (عميل) لإمدادها بالمعلومات. في المقابل، فإن الأشخاص الذين لديهم إمكانية الوصول إلى المعلومات الحكومية السرية العليا، هم موظفون حكوميون لديهم تصاريح أمنية شديدة وتجري مراقبتهم بعناية من قبل جهاز الأمن الحكومي لتجنب هذا النوع من التجسس، وبالتالي، سيكون من الصعب على ممثل جهاز المخابرات الأجنبي مقابلتهم سرًا بهدف محاولة تجنيدهم.
يوجد لدى المنظمات الخاصة، مثل الشركات الكبرى أو الجماعات الإرهابية، مراقبون أمنيون مماثلون. تتولى عملية التخليص الأمني إزالة الموظفين الذين يُبدون استياءهم بشكل علني والمتذمرين عقائديًا وغيرهم ممّن قد يمتلكون دوافع لخيانة بلدهم، ما يجعل من الصعب توظيفهم كجواسيس. لذلك، حاولت بعض أجهزة الاستخبارات عكس العملية السابقة من خلال تجنيد عملاء محتملين أولًا ثم إجبارهم على إخفاء ولائهم وممارسة عملهم في الوكالة الحكومية المستهدفة بشكل طبيعي على أمل الوصول إلى مناصب يمكنهم من خلالها الحصول على المعلومات المطلوبة.
نظرًا لكون مهنة الجاسوسية للخلد طويلة الأمد، وقد تشغل في بعض الأحيان معظم عمره، فإن الدوافع لدى هؤلاء الأشخاص يجب أن تكون كبيرة، إذ تُعتبر الأيديولوجية (القناعات السياسية) أحد الدوافع المشتركة. كان الزملاء المسافرون أعظم المصادر التي تم من خلالها الحصول على الجواسيس أثناء الحرب الباردة، إذ أنهم مجموعة من الغربيين الذين كانوا مستائين من حكوماتهم في شبابهم خلال عشرينيات القرن العشرين وحتى أربعينيات القرن الماضي، وتعاطفوا مع الشيوعية العالمية دون انضمامهم بشكل فعلي إلى الحزب الشيوعي.